# Wojciech Jankowski (hokeista)
Wojciech Jankowski (ur. 23 kwietnia 1981 w Gdańsku) – polski hokeista.

## Kariera klubowa
- SMS II Sosnowiec (1998-1999)
- Stoczniowiec Gdańsk (1999-2011)
- Nesta Toruń (2011-2012)

Od 2011 do 2012 zawodnik Nesty Toruń. W 2012 zakończył karierę.
W trakcie kariery zyskał pseudonimy Janek i Jankes.